# Horodnyzja
Horodnyzja (ukrainisch Городниця; russisch Городница Gorodniza) ist eine Siedlung städtischen Typs im Westen der ukrainischen Oblast Schytomyr mit etwa 5400 Einwohnern (2014).

Kirchengebäude im Ort

Die 1390 erstmals erwähnte Ortschaft erhielt 1938 den Status einer Siedlung städtischen Typs.
Im August 2020 wurde in Horodnyzja ein über 1000 Jahre alter Schatz gefunden, der 32 Silbermünzen aus der Zeit von Wladimir dem Großen und Swjatopolk I. enthielt. Dies ist in der Ukraine der größte Münzfund seit über hundert Jahren.

## Geographie
Horodnyzja liegt am Ufer des Slutsch im Rajon Swjahel 44 km nordwestlich vom Rajonzentrum Swjahel und 121 km nordwestlich vom Oblastzentrum Schytomyr.

## Verwaltungsgliederung
Am 5. August 2016 wurde die Siedlung zum Zentrum der neugegründeten Siedlungsgemeinde Horodnyzja (ukrainisch Городницька селищна громада/Horodnyzka selyschtschna hromada), zu dieser zählten die 11 in der untenstehenden Tabelle aufgelisteten Dörfer, bis dahin bildete sie die gleichnamige Siedlungsratsgemeinde Horodnyzja (Городницька селищна рада/Horodnyzka selyschtschna rada) im Nordwesten des Rajons Swjahel.
Am 30. August 2018 kam noch das Dorf Bronyzka Huta zum Gemeindegebiet.
Folgende Orte sind neben dem Hauptort Horodnyzja Teil der Gemeinde:
| Name                     | Name             |
| ukrainisch transkribiert | ukrainisch       |
| ------------------------ | ---------------- |
| Anastassiwka             | Анастасівка      |
| Bronyzja                 | Брониця          |
| Bronyzka Huta            | Броницька Гута   |
| Dubnyky                  | Дубники          |
| Klenowa                  | Кленова          |
| Lypyne                   | Липине           |
| Lutschyzja               | Лучиця           |
| Mala Anastassiwka        | Мала Анастасівка |
| Perelissok               | Перелісок        |
| Perelissjanka            | Перелісянка      |
| Prychid                  | Прихід           |
| Tscherwona Wolja         | Червона Воля     |